# Windmühlenberg (Wegenstedt)
Der Windmühlenberg, ist eine 86,1 m ü. NHN hohe Erhebung der Nordwestausläufer der Calvörder Berge. Er liegt zwischen Wegenstedt und  Keindorf in den Gemeindegebieten von Calvörde und Oebisfelde-Weferlingen im sachsen-anhaltischen Landkreis Börde.

## Geographie

### Lage
Der Windmühlenberg erhebt sich in den Nordwestausläufern der Calvörder Berge. Er liegt nördlich von Wegenstedt und südwestlich von Mannhausen (beide zu Calvörde) und nordöstlich von Etingen bei Keindorf (beide zu Oebisfelde-Weferlingen). Während der Großteil des „Berges“ zum Gemeindegebiet von Calvörde gehört, befinden sich Teile seiner Nordwestflanke im Gemeindegebiet von Oebisfelde-Weferlingen – direkt bei Keindorf. Nordöstlich liegt der Wahrberg (72,5 m), ostnordöstlich der Rosenberg (75,5 m), östlich der Saalberg (86,7 m) und südsüdöstlich benachbart der Grüttenberg (78,9 m). Etwas südöstlich vorbei am Windmühlenberg verläuft die Kreisstraße 1136 (Mannhausen–Wegenstedt).

### Naturräumliche Zuordnung
Der Windmühlenberg gehört in der naturräumlichen Haupteinheitengruppe Weser-Aller-Flachland (Nr. 62), in der Haupteinheit Ostbraunschweigisches Flachland (624) und in der Untereinheit Obisfelder-Calvörder Endmoränenplatten (624.5) zum Naturraum Calvörder Hügelland (624.53).

## Beschreibung
Der Windmühlenberg ist teilweise von landwirtschaftlich genutzten Flächen, teilweise von Nadelwald bedeckt.